# ديفيد باترسون
ديفيد باترسون  (بالإنجليزية: David Paterson)‏ من مواليد 20 أيار- مايو من سنة 1954 في بروكلين في ولاية نيويورك هو سياسي أمريكي ينتمي إلى الحزب الديمقراطي شغل منصب حاكم على ولاية نيويورك الأمريكية في 17 آذار / مارس من سنة 2008 بعد استقالة إليوت سبيتزر من منصبه كحاكم للولاية وقد استمر باترسون في منصبه كحاكم للولاية إلى يوم 31 ديسمبر من سنة 2010. يعد ديفيد باترسون أول أمريكي من أصل أفريقي، وأول رجل أعمى يتولى هذا المنصب.

## تحصيله الدراسي
حصل ديفيد باترسون على درجة البكالوريوس في التاريخ من جامعة كولومبيا في عام 1977 وشهادة في القانون من كلية الحقوق هوفسترا في عام 1983.

## زعيم الاقلية بمجلس الشيوخ
انتخب ديفيد باترسون من قبل المؤتمر الحزبي الديمقراطي لمجلس الشيوخ وزعيم الاقلية في 20 نوفمبر من عام 2002 ليصبح بذلك أول شخص من غير البيض زعيم الدولة التشريعية وأرفع مسؤول منتخب أسود في تاريخ ولاية نيويورك متغلبا على شاغل الوظيفة زعيم الاقلية مارتن كونور